# Johnny Challah
Johnny Challah (* 1979 in Kavala, Griechenland) ist ein deutscher Komiker. Er ist auch unter dem Namen Samy Challah bekannt.

## Leben
Seit den 1990er Jahren wirkte er in vielen Filmen und Fernsehserien mit. Des Weiteren war er in mehreren Comedy-Sendungen aktiv.
Er absolvierte mehrere Schauspielworkshops u. a. bei Nina Grosse und John Costopoulos. Von 2003 bis 2008 studierte er an der Kunsthochschule für Medien in Köln und schloss sein Diplom mit Auszeichnung ab. 2003 wurden er und Axel Stein für die Comedyserie Axel! für den Deutschen Comedypreis in der Sparte Bester Newcomer nominiert. Challah schreibt auch Drehbücher und führt Regie.

## Filmografie (Auswahl)
- 2002–2004: Axel! (Fernsehserie, 35 Folgen)
- 2004: Beyond the Sea – Musik war sein Leben (Beyond the Sea)
- 2005: Axel! will’s wissen (Fernsehserie, 1 Folge)
- 2005: Berlin, Berlin (Fernsehserie, 1 Folge)
- 2010: Rumpe & Tuli (Regie und Drehbuch)
- 2016: Gut zu Vögeln
- 2022: King of Stonks (Fernsehserie)